# 阿道夫·切利
阿道夫·切利（Adolfo Celi，1922年7月27日—1986年2月19日），義大利男演員與導演，以飾演反派角色為主，其中以007系列電影第四部《霹靂彈》的魔鬼黨二號艾米利歐·拉果最為知名，1986年死於心臟病。

## 外部連結
- Adolfo Celi在互联网电影资料库（IMDb）上的資料（英文）